# Beautiful Freak
Beautiful Freak é o álbum de estreia da banda americana de rock Eels. Foi lançado em 13 de agosto de 1996 e é o primeiro álbum lançado pela gravadora DreamWorks.

## Antecedentes e produção
Beautiful Freak é em grande parte o trabalho solo do músico Mark Oliver Everett. É o seu primeiro álbum usando o nome completo da banda Eels, na tentativa de colocar os discos na mesma localização geral nas lojas que os seus trabalhos anteriores com o nome "E". O álbum foi produzido por E, Jon Brion, Mark Goldenberg e Michael Simpson.

## Conteúdo
"Novocaine for the Soul" contém samples de "Let the Four Winds Blow", de Fats Domino; "Susan's House" contém um sample de "Love Finds Its Own Way", de Gladys Knight & the Pips; "Guest List" contém um sample de "I Like It" do The Emotions ; e "Flower" contém samples de "I'm Glad You're Mine", de Al Green.

### Capa do álbum
Everett sugeriu ter uma menina com olhos grandes na capa. A garota que veio para tirar uma foto incidentalmente parecia "uma Susan em miniatura" para Everett, uma ex-namorada dele e tema da música "Susan's House".

## Lançamento
Beautiful Freak foi lançado em 13 de agosto de 1996, pela gravadora DreamWorks, o primeiro álbum lançado pela gravadora. O álbum alcançou a posição número 5 na UK Albums Chart.
Quatro singles foram lançados para promover o álbum: "Novocaine for the Soul" em fevereiro de 1996, "Susan's House" em maio, "Your Lucky Day in Hell" em setembro e a faixa-título no ano seguinte. "My Beloved Monster" apareceu na trilha sonora do filme de animação da DreamWorks, Shrek.
O lançamento alemão do álbum em abril de 1997 incluiu um EP bônus ao vivo de uma sessão de gravação da BBC.

## Recepção
| Críticas profissionais        | Críticas profissionais |
| Avaliações da crítica         | Avaliações da crítica  |
| Fonte                         | Avaliação              |
| ----------------------------- | ---------------------- |
| AllMusic                      | [ 3 ]                  |
| The Boston Phoenix            | [ 4 ]                  |
| Encyclopedia of Popular Music | [ 5 ]                  |
| Entertainment Weekly          | B                      |
| The Guardian                  | [ 7 ]                  |
| Los Angeles Times             | [ 8 ]                  |
| NME                           | 5/10                   |
| Q                             | [ 10 ]                 |
| The Rolling Stone Album Guide | [ 11 ]                 |
| Select                        | 5/5                    |

Em uma crítica contemporânea de Beautiful Freak, a Q elogiou o álbum como "uma visão musical completa, uma paisagem sonora de gênero que o envolve com sua miríade de ganchos". Robert Hilburn, do Los Angeles Times, escreveu que "a visão rebelde de Eels lembra você de todas as grandes bandas de Los Angeles, dos Flying Burrito Brothers a X, que narraram a atitude de outsider e oprimidos nas sombras de uma indústria fonográfica que nunca os adota comercialmente."  Ethan Smith, da Entertainment Weekly, afirmou que "as melodias pop pós-grunge e a produção inteligente e peculiar o torna um rock moderno cativante, quilômetros à frente da concorrência", mas sentiu que as "tentativas de E de retratar a vida urbana nua e crua acabaram como uma pose artística dissimulada" e que "um pouco menos de pretensão levaria esses caras muito mais longe".  O crítico do Chicago Tribune, Mark Caro, foi menos favorável, escrevendo que as letras de E o pintam como "ingênuo e egocêntrico ou paternalista e calculista". Robert Christgau, do Village Voice, atribuiu ao álbum uma classificação de "fracasso", indicando "um registro ruim cujos detalhes raramente merecem reflexão posterior".
Em sua revisão retrospectiva, James Chrispell do AllMusic escreveu: "Músicas pop concisas formam a espinha dorsal do álbum, mas tons de desespero e franca mediocridade vêm à tona exatamente quando você foi levado a pensar que este é outro grupo pop". Trouser Press escreveu que "o material de E funciona melhor quando ele encontra o raro equilíbrio entre sua misantropia e sua capacidade de aquecer".

## Legado
Foi eleito o número 666 na terceira edição do All Time Top 1000 Albums de Colin Larkin (2000). O álbum foi incluído no livro 1001 Álbuns que você deve ouvir antes de morrer.

## Lista de faixas
Todas as faixas escritas e compostas por Mark Oliver Everett, exceto quando indicado. 
| N.º | Título                   | Compositor(es)                       | Duração |  |
| 1.  | "Novocaine for the Soul" | Everett, Mark Goldenberg             | 3:08    |  |
| 2.  | "Susan's House"          | Everett, Jim Jacobsen, Jim Weatherly | 3:43    |  |
| 3.  | "Rags to Rags"           |                                      | 3:53    |  |
| 4.  | "Beautiful Freak"        |                                      | 3:34    |  |
| 5.  | "Not Ready Yet"          | Everett, Jon Brion                   | 4:46    |  |
| 6.  | "My Beloved Monster"     |                                      | 2:13    |  |
| 7.  | "Flower"                 | Everett and Jacobsen                 | 3:38    |  |
| 8.  | "Guest List"             |                                      | 3:13    |  |
| 9.  | "Mental"                 |                                      | 4:01    |  |
| 10. | "Spunky"                 |                                      | 3:11    |  |
| 11. | "Your Lucky Day in Hell" | Everett, Goldenberg                  | 4:28    |  |
| 12. | "Manchild"               | Everett, Jill Sobule                 | 4:05    |  |

| Faixas bônus da versão alemã (BBC Radio 1 Versions) |                                |                     |         |  |
| N.º                                                 | Título                         | Compositor(es)      | Duração |  |
| 13.                                                 | "Novocaine for the Soul"       | Everett, Goldenberg | 3:22    |  |
| 14.                                                 | "Manchester Girl"              |                     | 3:21    |  |
| 15.                                                 | "My Beloved Mad Monster Party" |                     | 2:34    |  |
| 16.                                                 | "Flower"                       | Everett, Jacobsen   | 3:17    |  |

## Pessoal
Eels
- Butch – bateria, backing vocals, produção, engenharia
- E – vocais, guitarra, piano Wurlitzer, produção, engenharia
- Tommy Walter – baixo, backing vocals

Músicos adicionais
- Jon Brion – guitarra, trombone, Chamberlin
- Mark Goldenberg – guitarra, teclados, produção, engenharia
- Jim Jacobsen – teclados, loops, engenharia
- Paul Edge – turntables

Pessoal técnico
- Michael Simpson – produção, mixagem
- Jon Brion – produção, engenharia
- Amir Derakh – engenharia
- Matt Thorne – engenharia
- Billy Kinsley – mixagem
- Rob Seifert – mixagem
- Stephen Marcussen – masterização
- Ann Giordano – fotografia
- Francesca Restrepo – direção de arte, design de encarte